# Canillo
Canillo è una delle sette parrocchie di Andorra, la prima nell'ordine protocollare oltre che per estensione con 6.194 abitanti (dato 2010).

## Geografia fisica

### Confini
Confina a nord e a est con la Francia, a sud con la parrocchia di Encamp e a ovest con la parrocchia di Ordino.

### Geografia fisica
La parrocchia è attraversata dalla Valira d'Oriente, dal rio d'Incles e dal rio de la Coma. Il territorio è montagnoso. Il monte principale è il Pic de l'Estany (2.915 m), seguito dal Pic de Serrère (2.912 m), dal Pic de la Cabanette (2.847 m), dal Pics de la Portaneille (2.755 m), dal Pic de Casamanya (2.740 m) e dal Pic de Maià (2.640 m).

### Villaggi
Nella parrocchia di Canillo, divisa in dieci veïnats (vicinati), si trovano i villaggi di:
| Nome della città    | Abitanti  |
| ------------------- | --------- |
| Canillo             | 2.274 ab. |
| Soldeu              | 998 ab.   |
| El Tarter           | 1.527 ab. |
| Ransol              | 240 ab.   |
| Els Plans           | 50 ab.    |
| El Vilar            | 11 ab.    |
| L'Aldosa de Canillo | 243 ab.   |
| El Forn             | 73 ab.    |
| Prats               | 46 ab.    |
| Meritxell           | 69 ab.    |
| Incles              | 663 ab.   |
| Totale              | 6.194 ab. |

## Economia
Canillo è considerata il centro religioso di Andorra avendo nel suo territorio il Santuari de la Mare de Déu de Meritxell dedicato alla Vergine di Meritxell, patrona di Andorra dal 1873 e la chiesa romanica di Sant Joan de Caselles (edificio romanico della fine dell XI secolo con campanile in stile lombardo); è inoltre un centro di sport invernali (sul suo territorio troviamo Soldeu-El Tarter, la stazione sciistica più estesa dello Stato e la sede della Federazione Andorrana di Sport sul Ghiaccio, ospitante un palazzo del ghiaccio con pista olimpica, per una estensione di oltre 8000 m2). Nonostante questa vocazione prettamente turistica la regione conserva tuttora i segni e le testimonianze di un passato agricolo.

## Festa patronale
La festa patronale cade il 29 novembre, festa major la terza domenica di luglio.

## Società

### Evoluzione demografica
Abitanti censiti

## Galleria d'immagini

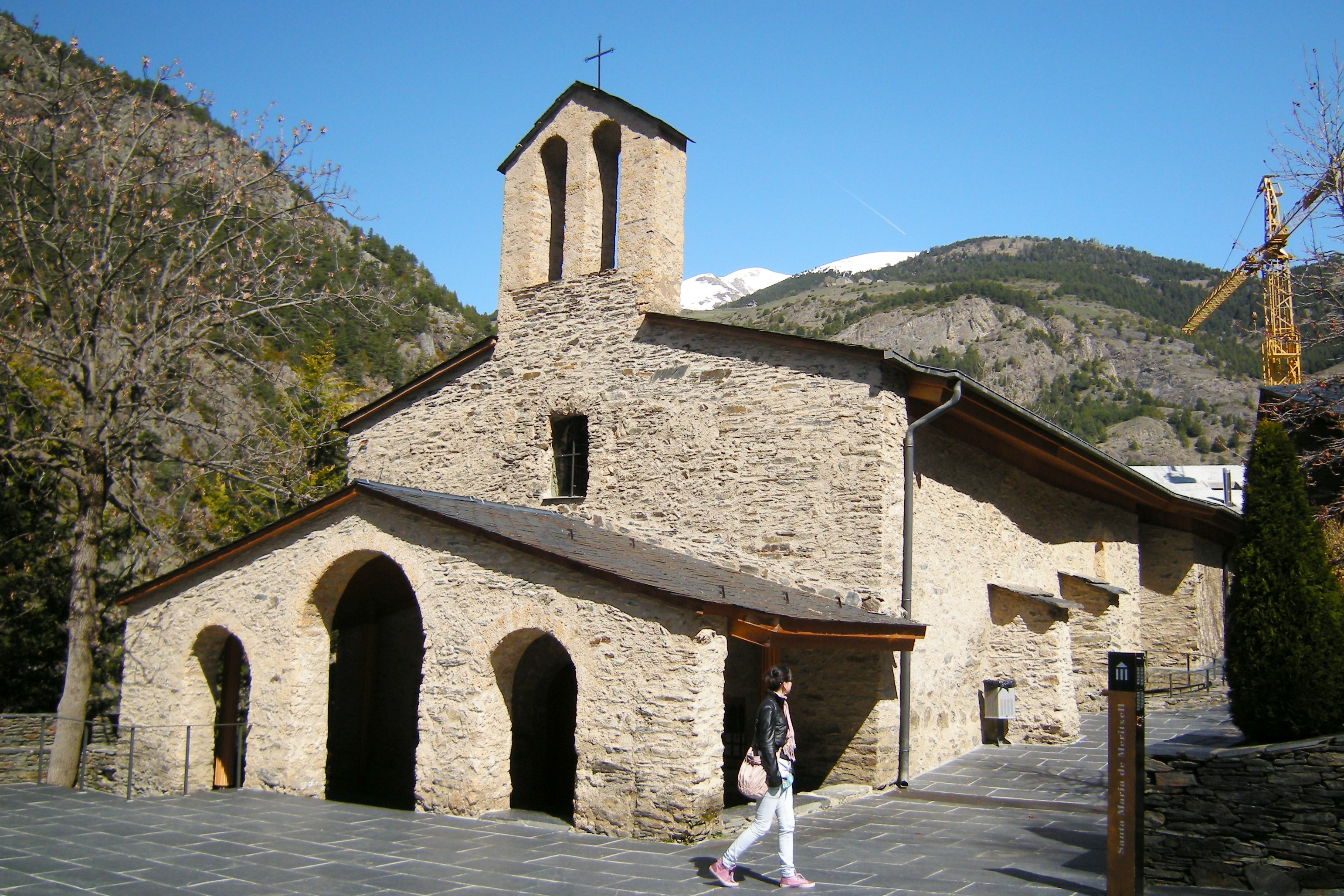
Il Santuario di Meritxell.
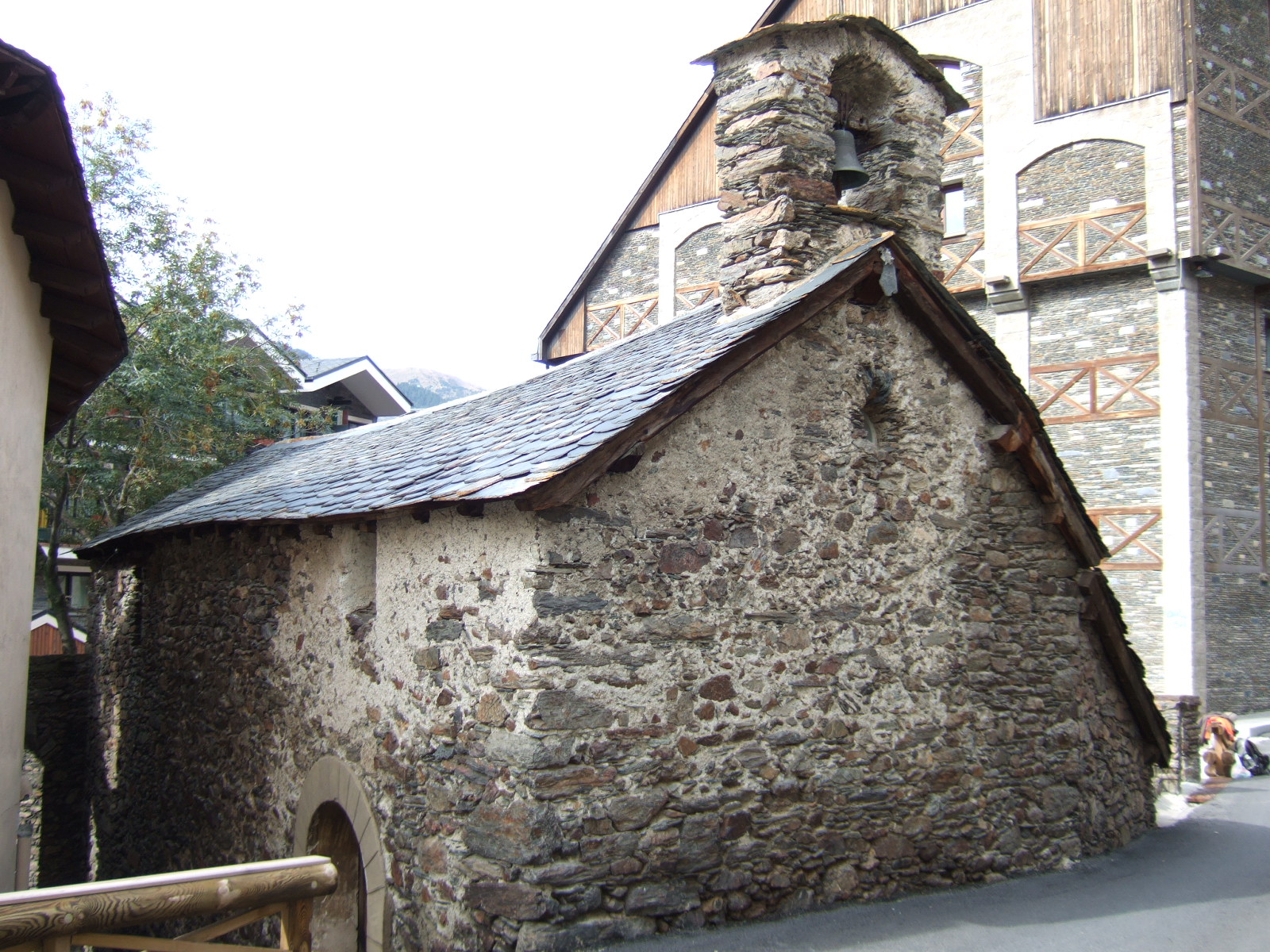
La chiesetta di Sant Bartomeu a Soldeu.
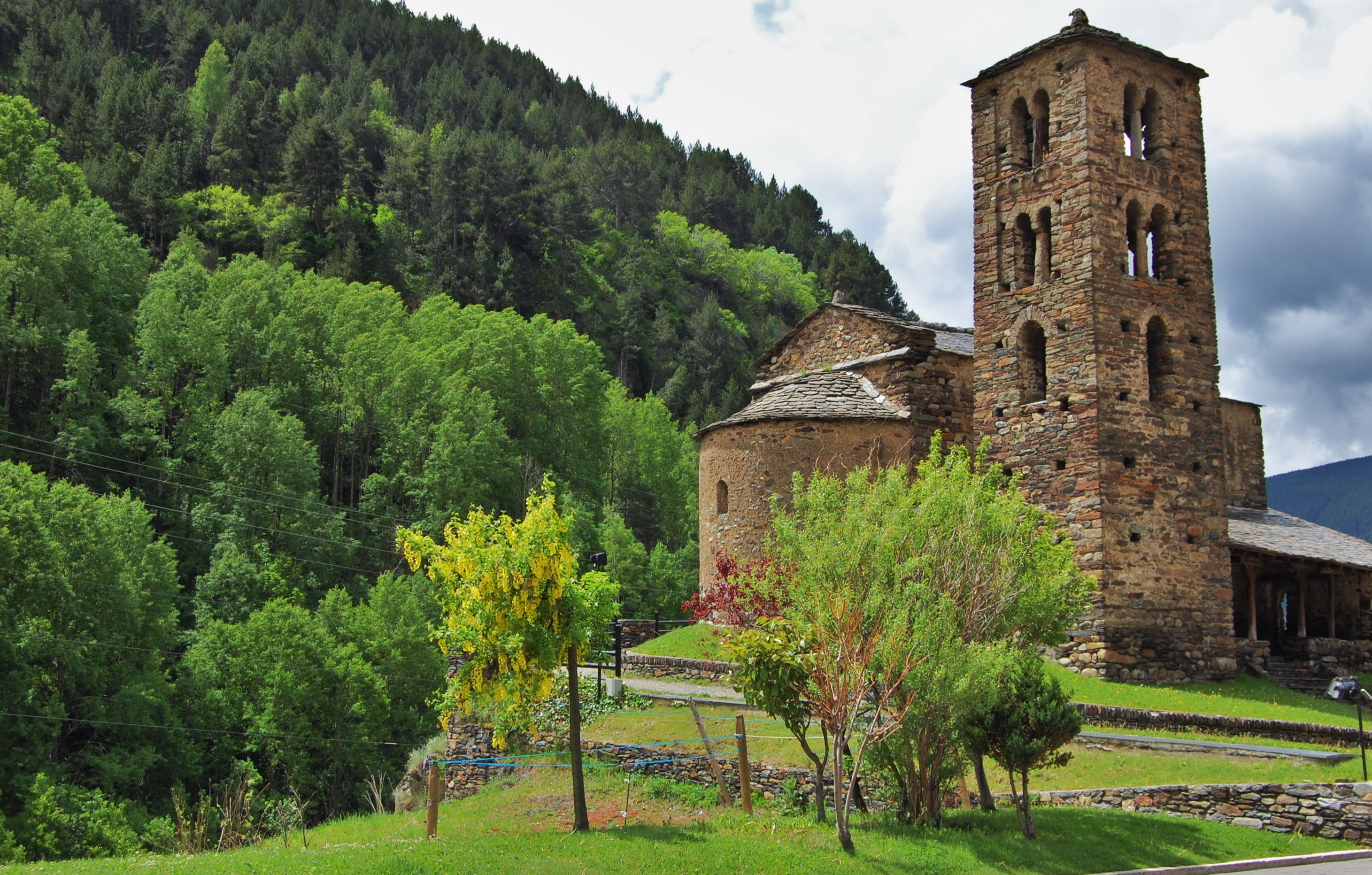
La Chiesa di Sant Joan.
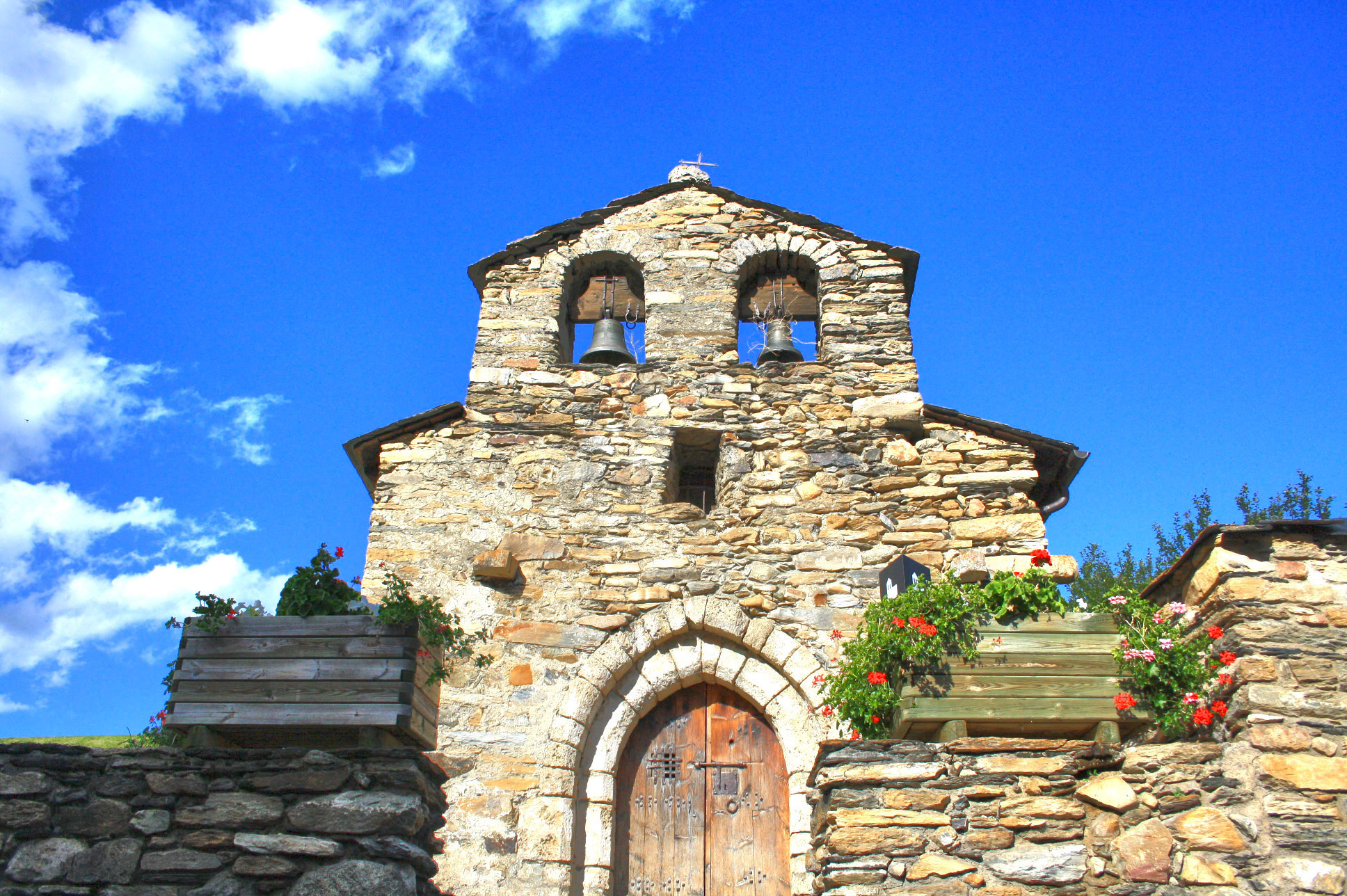
La Chiesa di Sant Miquel a Prats.
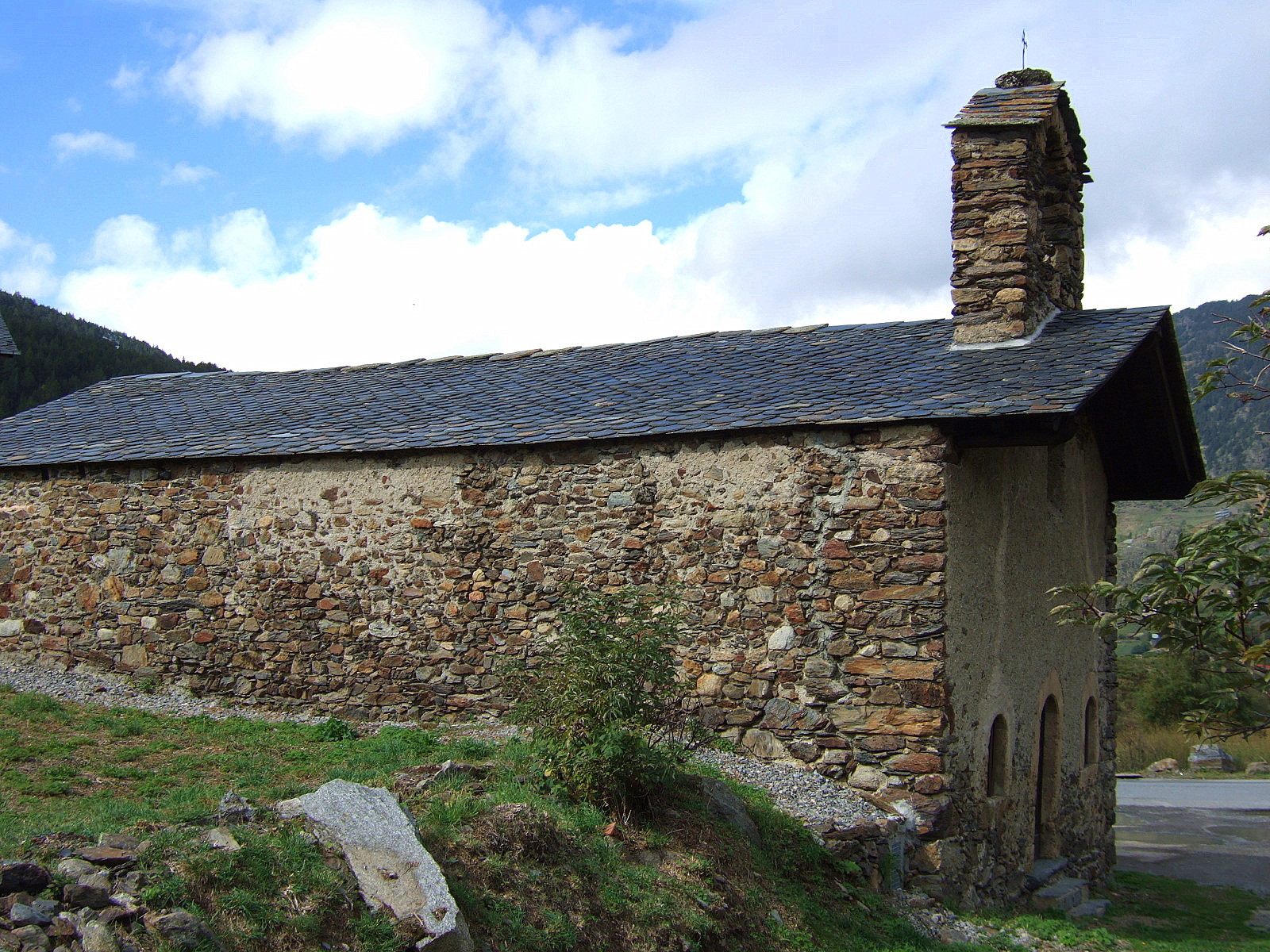
La Chiesa di Sant Pere a El Tarter.
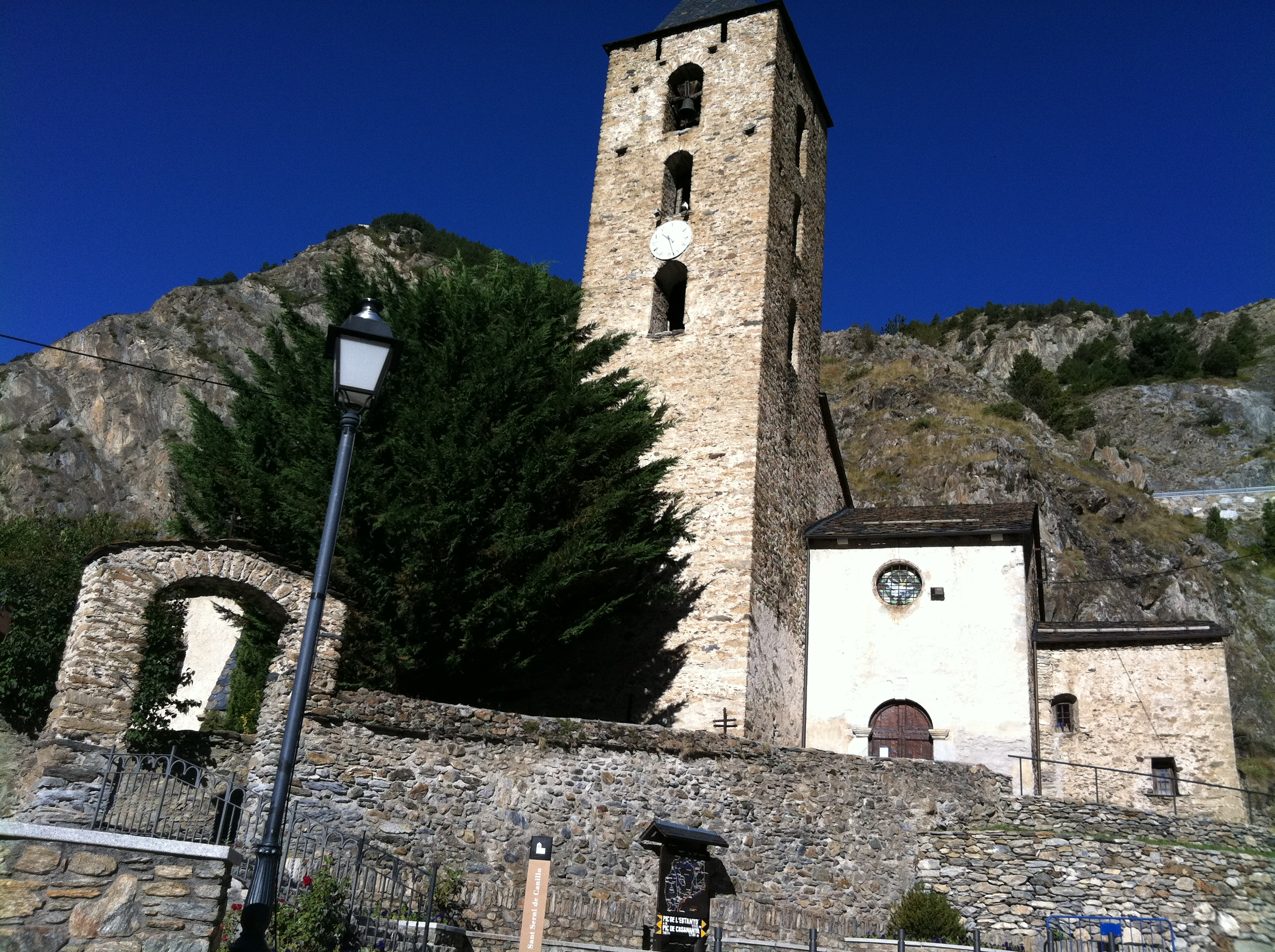
La Chiesa di Sant Serni a Canillo.
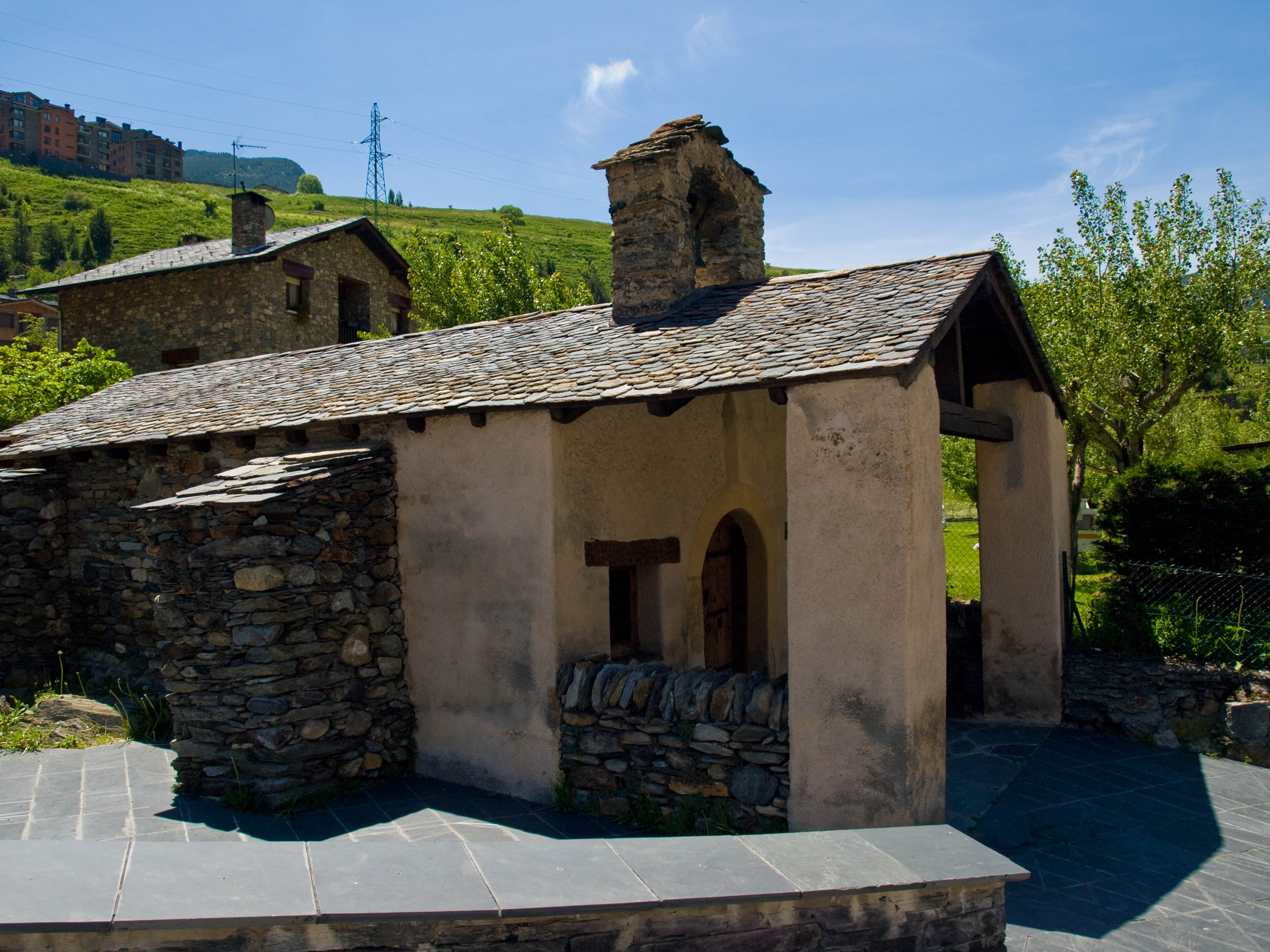
La Chiesa di Santa Creu a Canillo.
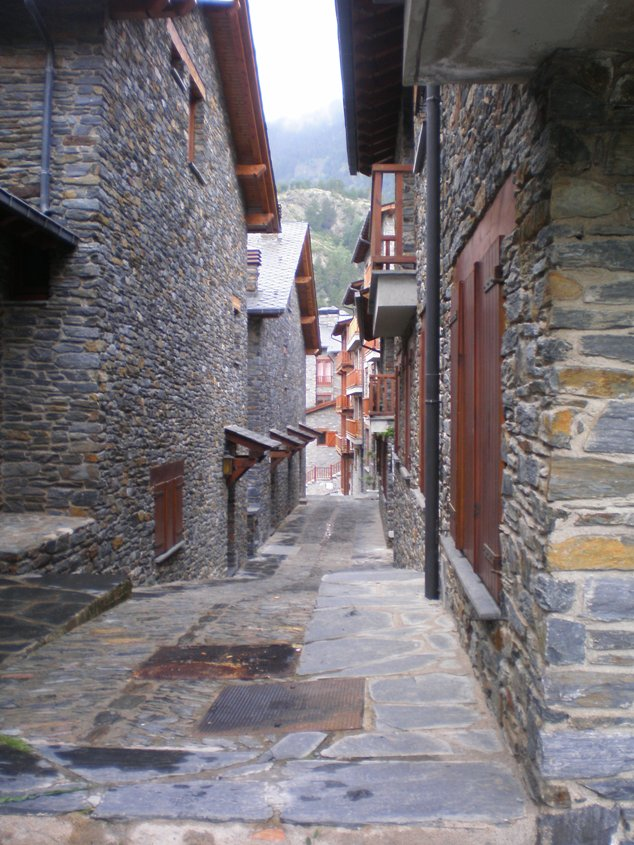
Una strada di Ransol.
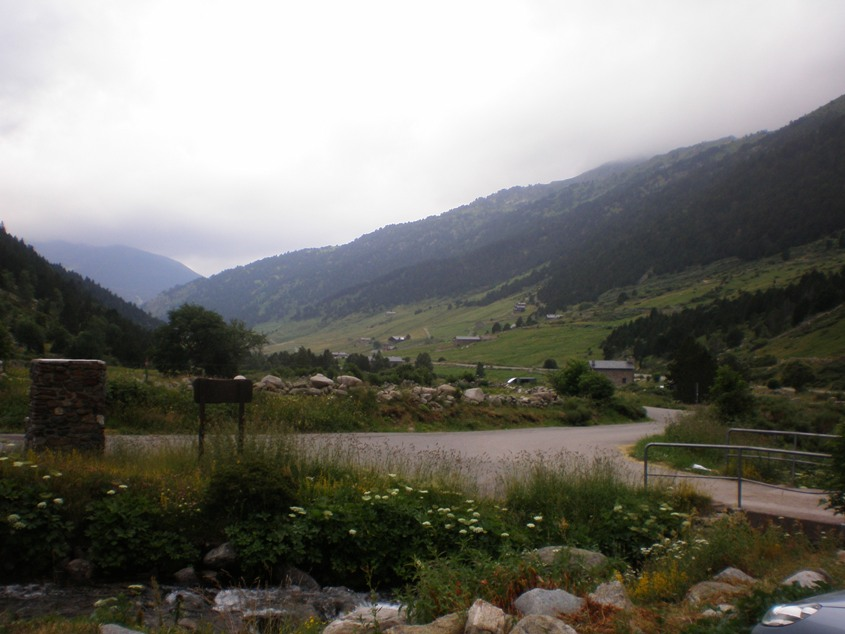
La Valle d'Incles, attraversata dal Rio d'Incles.
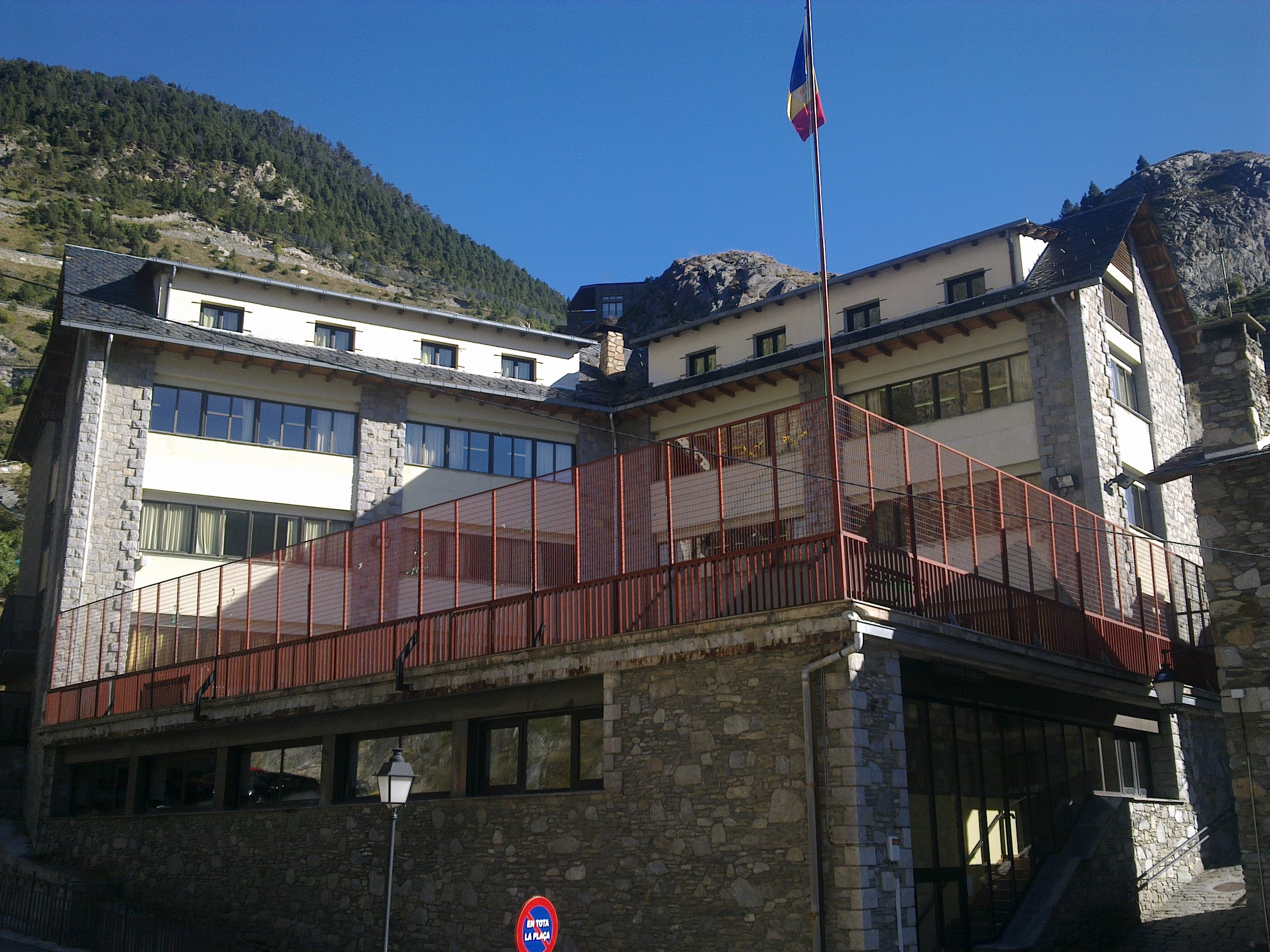
Una scuola a Canillo.